# Cucurbiturile

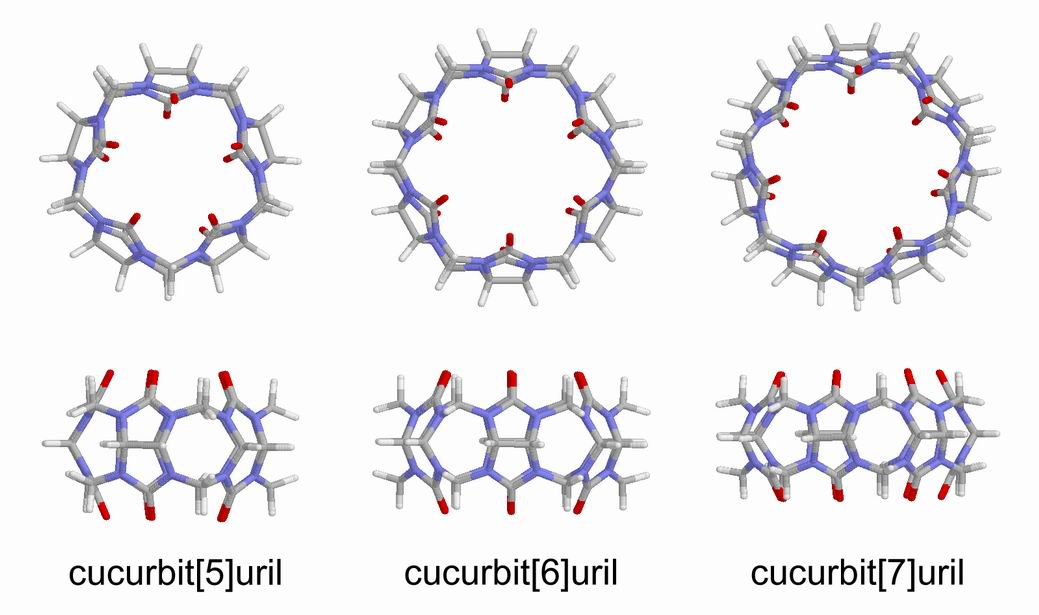
Modelle von CB[5], CB[6] und CB[7]; Oben: Sicht in den Hohlraum; Unten: Seitenansicht

Cucurbiturile sind makrocyclische Moleküle, die sich aus mehreren Glycoluril-Einheiten zusammensetzen und die Fähigkeit besitzen, andere Moleküle in ihrem chemisch ausgesprochen inertem Hohlraum zu binden. Der Name leitet sich von Cucurbita ab, dem botanischen Namen der Kürbisse, bezogen auf die Ähnlichkeit der Form der Moleküle mit einem Kürbis. 
Der Hohlraum des Cucurbit[6]uril, eines zwölffach Methylen-verbrückten „Hexamers“, hat ein Volumen im nm3-Bereich, mit einer Höhe von etwa 9,1 Å, einem Außendurchmesser von etwa 5,8 Å und einem Innendurchmesser von ca. 3,9 Å.
Cucurbiturile wurden erstmals 1905 von R. Behrend synthetisiert. Allerdings wurde ihre Struktur erst 1981 aufgeklärt. Aktuell wurden Cucurbiturile isoliert, die aus 5, 6, 7, 8 oder 10 sich wiederholenden Einheiten bestehen. Diese weisen ein entsprechendes Volumen von 82, 164, 279, 479 und 870 Å3 auf. Ein aus 9 Einheiten aufgebautes Cucurbituril konnte bis heute noch nicht isoliert werden. Andere bekannte Moleküle mit ähnlicher molekularer Gestalt stellen die Cyclodextrine und die Calixarene dar.

## Nomenklatur
Gewöhnlich werden Cucurbiturile mit Cucurbit[#]uril bezeichnet, wobei die Anzahl der sich wiederholenden Einheiten in den Klammern angegeben wird. Eine gängige Abkürzung ist CB[#] bzw. CB#.

## Synthese
Bei Cucurbiturilen handelt es sich um Aminale, die aus zwei Molekülen Harnstoff (1) und einer α-Dicarbonylverbindung wie einem α-Diketon oder meist Glyoxal (2) durch eine nukleophile Addition dargestellt werden, wobei Glycoluril (3) als Intermediat entsteht. Das Intermediat wird mit Formaldehyd (4) kondensiert, wodurch bei einer Temperatur über 110 °C das Hexamer Cucurbit[6]uril (5) gebildet wird.